# Berlandiera macrophylla
Berlandiera macrophylla o coronilla  es una especie de planta fanerógama de la familia de las asteráceas.

## Descripción
Es una hierba de tallos erectos a un poco inclinados, que mide hasta 1.20 m de altura. Las hojas tienen los bordes ondulados y apariencia aterciopelada, son alargadas y se ven como desgarradas. Las flores crecen en cabezuelas solitarias con rayos amarillos a naranja amarillos.

## Distribución y hábitat
Origen desconocido, habita en clima templado entre los 2000 y los 2400 metros, asociada al bosque mixto de pino-encino y en ocasiones, en áreas abiertas con pastizal.

## Propiedades
Los rarámuris toman el cocimiento de la raíz de la coronilla para quitar el dolor de pecho, de espalda y dolor de pulmón que les da a las personas que trabajan mucho, así como en casos de tos, calentura y gripe.
En Sonora, usan las hojas y ramas para los tratamientos de afecciones estomacales.

## Taxonomía
Berlandiera macrophylla fue descrita por (A.Gray) M.E.Jones  y publicado en Contributions to Western Botany 12: 48. 1908.
Sinonimia
- Berlandiera lyrata var. macrophylla A.Gray[4]